# 夏朗德河畔栋皮埃尔
夏朗德河畔栋皮埃尔（法語：Dompierre-sur-Charente，法語發音：[dɔ̃pjɛʁ syʁ ʃaʁɑ̃t]）是法国滨海夏朗德省的一个市镇，属于桑特区。

## 地理
夏朗德河畔栋皮埃尔（45°42'6"N, 0°29'33"W）面积8.29 平方千米，位于法国新阿基坦大区滨海夏朗德省，该省份为法国西部滨海省份，北起旺代省，西临大西洋，南至吉倫特省，东南接多爾多涅省，东北接德塞夫勒省接壤，东临夏朗德省。
与夏朗德河畔栋皮埃尔接壤的市镇（或旧市镇、城区）包括：沙尼耶、谢拉克、鲁菲亚克、圣索旺、圣瑟韦德桑通格。

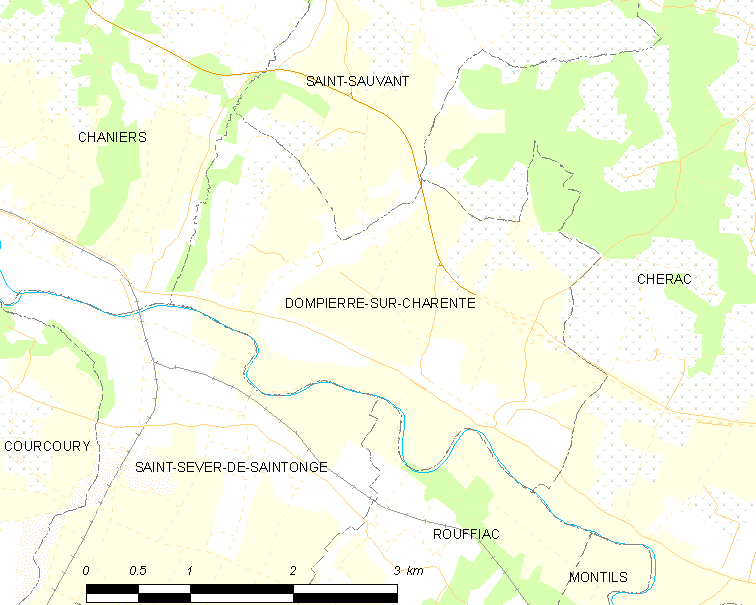
夏朗德河畔栋皮埃尔的OSM定位图

夏朗德河畔栋皮埃尔的时区为UTC+01:00、UTC+02:00（夏令时）。

## 行政
夏朗德河畔栋皮埃尔的邮政编码为17610，INSEE市镇编码为17141。

## 政治
夏朗德河畔栋皮埃尔所属的省级选区为沙尼耶县。

## 人口

1962-2008年间夏朗德河畔栋皮埃尔人口变化图示

夏朗德河畔栋皮埃尔于2022年1月1日时的人口数量为483人。